# WeChatpay
WeChatpay（ウィチャットペイ、中：微信支付; 拼音：Wēixìn Zhīfù）は、中華人民共和国のQRコード決済サービス。1998年に深圳で設立され2023年6月時点で香港証券取引所に上場しており、アクティブユーザー数はおよそ13億人で同国の電子決済手段であるAlipayなどと共に中国を代表する電子決済サービスである。

## 事業
ユーザーが銀行口座情報を提供するとサポート店舗での電子決済等様々な金融取引システムを使用することができ、世界各地の店舗や空港や飲食店での利用が可能で本国を除いた49カ国・16通貨でのサービスが提供されている。